# Speak Now (пісня Тейлор Свіфт)
«Speak Now» — пісня з третього студійного альбому американської кантрі-співачки Тейлор Свіфт — «Speak Now». Цей трек був випущений для завантаження як промо сингл 5 жовтня 2010 року. Спродюсована Свіфт і Нейтаном Чапманом, «Speak Now» — це кантрі-поп пісня на акустичній гітарі, приспів якої містить рок-акорди 1950-х років. Лірично трек розповідає про те, як героїня перериває весілля, намагаючись повернути свого колишнього коханого. Свіфт надихнулась її написати після того, як дізналася, що колишній хлопець її подруги одружиться з іншою.
Музичні критики високо оцінили лірику та продакшн «Speak Now»; дехто вибрав його як кульмінацію альбому. Пісня посіла 8 місце як у Canadian Hot 100, так і в US Billboard Hot 100, відзначивши шостий дебют Свіфт у першій десятці останнього та зробивши її першою виконавицею, яка шість разів дебютувала в першій десятці США. Вона також потрапила у чарт Hot Country Songs і отримала золоту сертифікацію Американської асоціації компаній звукозапису (RIAA) за 500 000 цифрових продажів у США. Крім того, «Speak Now» досяг 20 місця в Австралії та 34 місця в Новій Зеландії.
Перезаписана версія під назвою «Speak Now (Taylor's Version)» була випущена як частина її третього перезаписаного однойменного альбому 7 липня 2023 року. Пісня посіла 24 місце в Billboard Global 200 і увійшла в чарти Австралії, Канади, Нової Зеландії, Філіппін і США.

## Передумови та реліз
Тейлор Свіфт написала всі треки свого третього альбому Speak Now (2010) сама. Заголовний трек був натхненний історією про те, як подруга Свіфт розлучається зі своїм шкільним хлопцем у надії, що вони зійдуться в майбутньому, але пізніше дізнається про нові заручини колишнього хлопця. Свіфт згадувала: «Він зустрів цю дівчину, яка була просто такою жахливою, підлою людиною, яка змусила його повністю припинити спілкування з усіма своїми друзями, відрізала його від сім'ї. Вона повністю ізолювала його». Свіфт запитала свою подругу, чи не хоче вона перервати весілля і «говорити зараз», посилаючись на вислів: «Говорить зараз або мовчить довіку». Фанати вважають, що цією подругою є Гейлі Вільямс з групи Paramore.
Після розмови зі своєю подругою Свіфт зациклилася на думці про те, як трагічно було б для коханої людини одружитися з іншою. Тієї ночі Свіфт бачила сон, у якому один із її колишніх хлопців одружився з іншою дівчиною. Для неї це означало, що їй потрібно скласти пісню про переривання весілля. Оглядаючись назад, вона дійшла висновку: «Мені подобається думати про це як про протистояння добра і зла. І ця дівчина цілковито — просто зла». Свіфт назвала альбом «Speak Now», оскільки це відповідало концепції альбому, де кожна пісня була окремим зізнанням людини. Вона пояснила, що «Speak Now» послужило метафорою для її рішення висловити свої думки або мовчати назавжди: «[Той] момент, коли майже занадто пізно, і ти повинен або сказати, що ти відчуваєш, або погодитися з наслідками назавжди».
Пісня була випущена як промо сингл 5 жовтня 2010 року у рамках ексклюзивної кампанії «Countdown to Speak Now», запущеної iTunes Store. Під час першого тижня Speak Now, Свіфт виконала заголовний трек у Пізньому шоу з Девідом Леттерманом.

## Композиція
«Speak Now» — кантрі-поп трек тривалістю 4 хвилини 2 секунди. У ньому переважає композиція поп-музики, яка переплітається з різними елементами кантрі. Пісня поставлена у простому такті (4/4) й має помірний темп 120 ударів на хвилину. Вона написаний у тональності соль мажор, а вокал Свіфт охоплює від A3 до D5. Пісня має послідовність акордів G–D–Am–C. Вокал Свіфт починається тихим тоном, потім поступово посилюється, поки в один момент вона переходить на белтінг вимовляючи назву пісні. У пісні є різні дзвінкі звуки, хуки вгору-вниз подібні до «You Belong with Me». Трек звучить під акустичну гітару та містить гітарне соло в інтервалі. Приспів містить рок прогресію 50-х років.
У тексті пісні «Speak Now» оповідач руйнує весілля свого колишнього коханого, намагаючись повернути його, тому що вона думає, що він одружується з непідходящою дівчиною. Початкові рядки визнають, що, хоч і не характерно, Свіфт все ще кохає свого колишнього хлопця і хоче переконатися, що він не одружується не з тією дівчиною. У куплетах пісні Свіфт прокрадається на весілля та описує свої спостереження, як-от те, як майбутня наречена одягла весільну сукню у формі тістечка, її зібрану родину та органіста, який грає «Весільний хор». У приспіві Свіфт благає свого колишнього хлопця не давати шлюбних обітниць та втекти з нею. В бриджі Свіфт відповідає на заклик священника: «Говорить зараз або мовчить довіку», перш ніж повторити початкові рядки. Останній приспів змінено, і Свіфт веде розповідь з погляду нареченого, який вирішує, що вони справді втечуть разом. Деякі критики порівнювали сюжет «Speak Now» із сюжетом синглу Свіфт «You Belong with Me» 2009 року; обидві героїні жадають коханого, який закоханий в іншу дівчину.

## Живі виступи

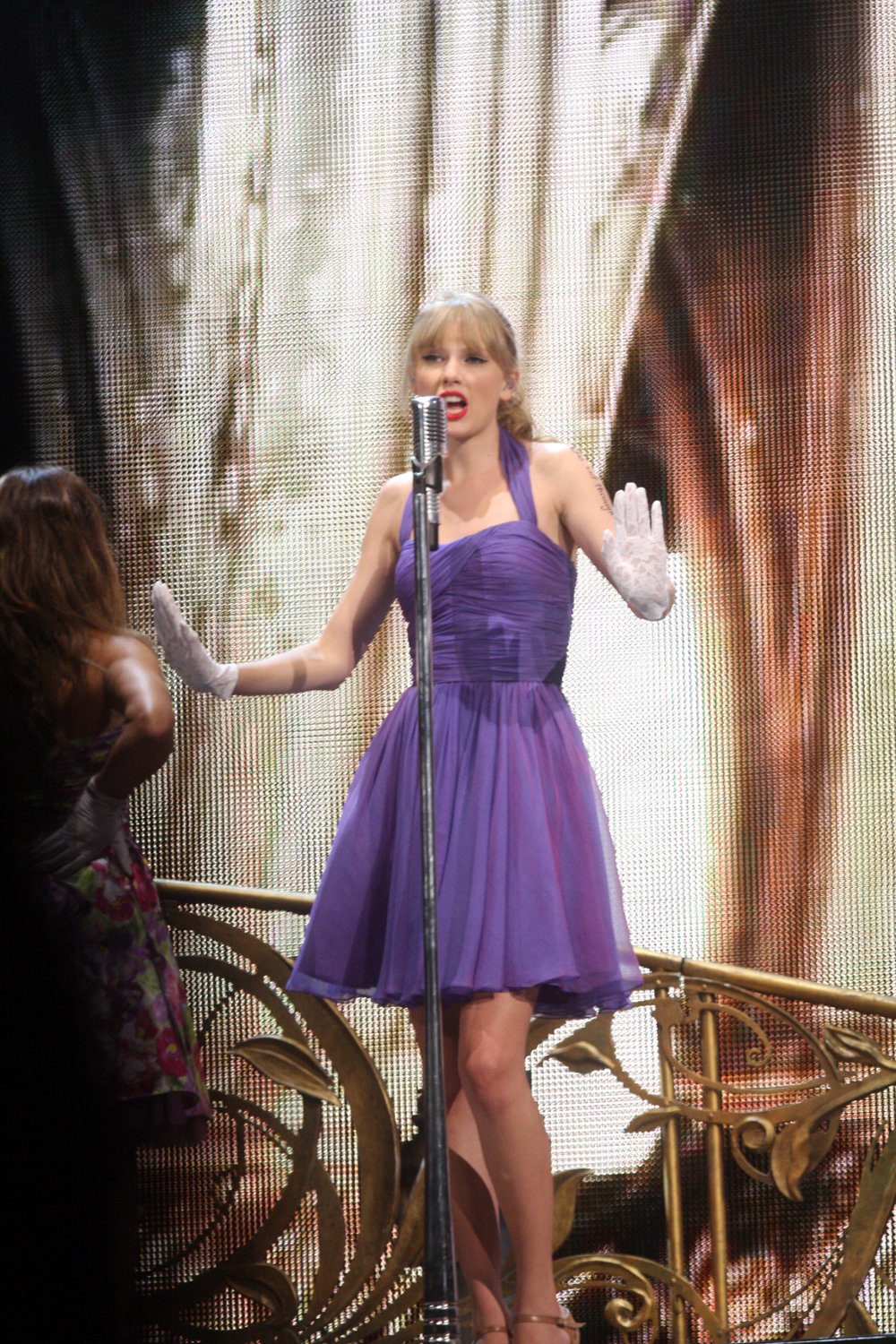
Свіфт виконує «Speak Now» під час світового туру Speak Now

Пісня була виконана як частина регулярного сет-листа під час світового туру Speak Now (2011—2012). Нарізки з виступів можна побачити в кліпі на сингл Свіфт «Sparks Fly». За словами Джоселін Вена з MTV.com, виступ був «дуже театральним моментом», у якому «Свіфт зіграла зрив весілля. Зрештою вона викрала нареченого, як вона співає в пісні, і пара разом побігла крізь натовп.». Свіфт виконувала акустичну версію «Speak Now» в наступних турах — в Reputation Stadium Tour в Новому Орлеані у вересні 2018 року й на The Eras Tour у Тампі у квітні 2023 році, а також мешап з «Hey Stephen» у Гельзенкірхені в липні 2024 року.

## Оцінки критиків
Саймон Возік-Левінсон з Entertainment Weekly назвав «Speak Now» піснею, що захоплює, і висловив думку, що її ліричне виконання компенсує недоліки як вокалістки. Джон Караманіка з The New York Times високо оцінив продакшн; він заявив, що це доводить, що Чепмен є «першокласним продюсером, і не тільки поп-кантрі, що зробило пані Свіфт однією із найважливіших нових музикантів десятиліття». Ерін Р. Дантон з Hartford Courant назвала мелодію «непереборною». Кен Такер у радіоефірі для NPR похвалив трек за привертання уваги випадкових слухачів у вигляді «ретельно деталізованого» продакшна. Джон Дж. Мозер у The Morning Call сказав, що «Speak Now» була однією з найцікавіших пісень альбому, оскільки в ній присутні «жвавий ритм, рок-приспів 50-х і надмірно сопливі тексти, які цікаві саме тому, що вони нові для Свіфт». З менш позитивного боку, Джонатан Кіф з журналу Slant виявив, що «Speak Now», з його темою про кохання та романтику, доводить відсутність у Свіфт іншого матеріалу для написання пісень, окрім «наскільки хлопці чудові, чи наскільки хлопці відстійні, чи як вона мріє про хлопців, які заберуть її кудись, де краще ніж зараз». У ретроспективному огляді для Billboard Джейсон Ліпшутц підкреслив делікатні ліричні деталі треку. Нейт Джонс із Vulture описав цю розповідь як «нісенітницю», але похвалив продакшн, особливо «безсумнівно чарівний хор», і зауважив: «важко не посміхнутися від безсоромної дурості».

## Комерційний успіх
«Speak Now» увійшла до Billboard Hot 100 під 8 номером завдяки продажам 217 000 цифрових завантажень. З появою того тижня в чарті, «Speak Now» стала шостим дебютом Свіфт у першій десятці й, отже, зробила Свіфт виконавицею з найбільшою кількістю дебютів у першій десятці в історії Billboard Hot 100, перевершивши Мераю Кері.

## Чарти
| Чарт (2010)                         | Найвища позиція |
| ----------------------------------- | --------------- |
| Австралія (ARIA)                    | 20              |
| Канада (Canadian Hot 100)           | 8               |
| Нова Зеландія (RIANZ)               | 34              |
| South Korea (Circle)                | 89              |
| США (Billboard Hot 100)             | 8               |
| США (Hot Country Songs) (Billboard) | 58              |

## Сертифікації
| Регіон | Сертифікація | Продажі  |
| --- | ------------ | -------- |
| Австралія (ARIA)                                                                                           | Платиновий   | 70 000   |
| США (RIAA)                                                                                                 | Золотий      | 500 000* |
| *продажі, що базуються лише на сертифікаціях · продажі+прослуховування, що базуються лише на сертифікаціях |              |          |

## Історія релізу
| Країна | Дата          | Формат               | Лейбл       |
| ------ | ------------- | -------------------- | ----------- |
| США    | 5 жовтня 2010 | Цифрове завантаження | Big Machine |

## «Speak Now (Taylor's Version)»
Після підписання нового контракту з Republic Records, Свіфт почала перезапис своїх перших шести студійних альбомів у листопаді 2020 року.
Перезаписана версія «Speak Now» із підзаголовком «(Taylor's Version)» була випущена 7 липня 2023 року на Republic Records як частина третього однойменного перезаписаного альбому Свіфт.

### Персонал
Speak Now (Taylor's Version)
- Тейлор Свіфт — вокал, бек-вокал, авторка слів, продюсерка
- Крістофер Роу — продюсер, вокальний інженер
- Девід Пейн — інженер звукозапису
- Ловелл Рейнольдс — асистент інженера звукозапису, монтажер
- Дерек Гарден — інженер, монтажер, програміст
- Сербан Генея — зведення
- Брайс Бордоне — мікс інженер
- Ренді Меррілл — мастерінг
- Метт Біллінгслі — ударні, перкусія, оплески
- Амос Геллер — бас-гітара, оплески
- Пол Сідоті — електрогітара
- Майк Мідовз — акустична гітара, оплески, орган
- Макс Бернштейн — електрогітара
- Ліз Х'ютт — бек-вокал

## Чарти
| Чарт (2023)                         | Найвища позиція |
| ----------------------------------- | --------------- |
| Australia (ARIA)                    | 22              |
| Канада (Canadian Hot 100)           | 31              |
| Billboard Global 200                | 24              |
| Greece (IFPI)                       | 54              |
| Malaysia International (RIM)        | 17              |
| New Zealand (Recorded Music NZ)     | 26              |
| Philippines (Billboard)             | 5               |
| Singapore (RIAS)                    | 11              |
| UK Streaming (OCC)                  | 45              |
| США (Billboard Hot 100)             | 33              |
| США (Hot Country Songs) (Billboard) | 14              |
| Vietnam (Vietnam Hot 100)           | 94              |

## Сертифікації
| Регіон                                                      | Сертифікація | Продажі |
| ----------------------------------------------------------- | ------------ | ------- |
| Бразилія (ABPD)                                             | Золотий      | 20 000  |
| продажі+прослуховування, що базуються лише на сертифікаціях |              |         |